# Анжелика — маркиза ангелов
«Анжелика — маркиза ангелов» (фр. Angélique, marquise des anges / Angélique) — французский историко-авантюрный романтический фильм 1964 года, экранизация первой книги из серии романов об Анжелике, написанных Анн и Сержем Голон.

## Сюжет
Королевство Франция. XVII век. Красавица Анжелика — дочь барона Сансе де Монтелу. Она растет в родовом поместье своенравной и любимой всеми. В 1654 г. (годом раньше завершилась Фронда) отец пытается устроить её у кузена во дворце, где она становится случайным свидетелем заговора принца Людовика де Конде против короля Людовика.
В 1657 г., посреди года обучения в монастыре, отец забирает её, чтобы выдать замуж за богатого человека. Анжелике рассказывают страшные небылицы о её будущем муже — графе Тулузы Жоффрее де Пейраке, будто он уродливый хромой колдун. Анжелика расстроена всем этим и хочет провести свою первую ночь с другом детства — Николя, однако их застает Гийом (старый служащий поместья), и в драке Николя убивает Гийома. Ему приходится бежать в лес, где он ожидает возлюбленную два дня, но та не приходит.
Анжелика переезжает в замок де Пейрака: её встречают придворные арабы и шикарное убранство, но она боится и ненавидит своего мужа. Богатство Жоффрея — это секрет добычи золота из породы, которым он владеет один во всей Франции. Он побывал в Америке, скупая диковинные для Франции вещи, в Китае, изучая химию и астрономию, в Индии — яды и противоядия, а у арабов – алгебру, также он побывал в Саксонии по пути из России и научился добывать золото. Хромоту он приобрёл, когда сломал ногу, прыгая с крыши, пытаясь убежать от убийц, а шрам на лице получил в плену у тех же арабов.
Вскоре Анжелика осознает, что её муж – вовсе не такой, каким его характеризовали злые языки; он – обаятельный, добрый, умный и справедливый человек. Между Анжеликой и Жоффреем вспыхивают настоящие чувства.
Через два года король Людовик XIV собирается навестить семейство по пути в Париж. Он завидует графу, обладающему и несметным богатством, и красавицей-женой. Поскольку у могущественного и оригинального де Пейрака много недоброжелателей, его при поддержке короля заключают в тюрьму за мнимое колдовство. Анжелика приезжает в столицу, чтобы выручить мужа. Главной героине хочет помочь адвокат — Франсуа Дегре.
Имущество де Пейраков опечатывают, а Анжелику приглашает к себе брат короля. Оказывается, раскрылась история многолетней давности — брату короля стало известно, что Анжелика еще девочкой подслушала заговор об отравлении. За ней самой начинается охота.
Анжелика просит аудиенции у короля в Лувре. Однако тот, испытывая к женщине любовную страсть и не добившись взаимности, прогоняет её, отказывая в просьбе спасти её мужа от костра.
На суде Жоффрея заставляют показать, как он добывает золото, приглашают лжесвидетелей, клевещущих на него, и убивают преподобного отца Керше, готового свидетельствовать в пользу де Пейрака. Жоффрея приговаривают к сожжению на Пляс де Грэв.
Анжелику приводят к местным разбойникам, предводителем которых оказывается её друг детства — Николя. Он решает помочь Анжелике, но с условием: она должна остаться с ним. Чтобы спасти мужа, Анжелика соглашается стать подругой главаря банды. Однако, когда разбойники нападают на кортеж, чтобы освободить де Пейрака, они обнаруживают чучело вместо подсудимого — Жоффрея тайно препроводили на Пляс де Грэв другим путем и сожгли, как колдуна. Николя призывает Анжелику отомстить, и она соглашается.

## В ролях
- Мишель Мерсье — Анжелика Сансе де Монтелу (советский дубляж — Роза Макагонова; российский закадровый перевод — Анна Каменкова);
- Робер Оссейн — Жоффрей де Пейрак (советский дубляж — Аркадий Толбузин; российский закадровый перевод — Владимир Конкин);
- Жан Рошфор — Франсуа Дегре (советский дубляж — Феликс Яворский; российский закадровый перевод — Владимир Конкин);
- Клод Жиро — Филипп де Плесси-Белльер;
- Джулиано Джемма — Николя Мерло (советский дубляж — Евгений Жариков; российский закадровый перевод — Владимир Конкин);
- Жак Тожа — король Людовик XIV (советский дубляж — Александр Белявский; российский закадровый перевод — Владимир Конкин);
- Жак Кастело — Пьер де Марка, архиепископ Тулузский (советский дубляж — Алексей Алексеев; российский закадровый перевод — Артём Карапетян);
- Шарль Ренье — Конан Беше;
- Бернар Воринже — Бернар д’Андижос;
- Робер Порт — «Месье» (Филипп Орлеанский, брат короля) (советский дубляж — Валентин Кулик; российский закадровый перевод — Владимир Конкин);
- Мадлен Лебо — «Великая Мадемуазель» (герцогиня де Монпансье);
- Франсуа Местр — принц де Конде;
- Филипп Лемер — маркиз де Вард;
- Роберт Хоффман — шевалье де Лоррен;
- Женевьев Фонтанель — Карменсита;
- Пьер Ате — шевалье де Жермонтаз;
- Жан Топа — месье Бурье;
- Эчика Шуро — Ортанс де Сансе, сестра Анжелики;
- Жак Мино — Раймон де Монтелу, брат Анжелики;
- Ив Барсак — Фалло, муж Ортанс;
- Бернар Лажарриж — барон Сансе де Монтелу, отец Анжелики;
- Жак Иллен — Молин;
- Дениз Прованс — Барба;
- Жан Озенне — маркиз де Плесси-Белльер, отец Филиппа;
- Роберто — Баркароль;
- Андре Руйе — Клеман Тоннель;
- Жорж Гере — Фриц Хауэр;
- Блек Салем — Куасси-Ба;
- Ноэль Роквер — Боржу;
- Клер Атана — королева Мария-Терезия Испанская.

## Производство

### Съёмочная группа
- Режиссёр: Бернар Бордери;
- Продюсеры: Франсис Кон, Раймон Бордери;
- Сценаристы: Клод Брюле, Бернар Бордери, Франсис Кон;
- Композитор: Мишель Мань;
- Оператор: Анри Персен;
- Художник по костюмам: Розин Деламар;
- Художник по декорациям: Рене Мулаэр.

### Подбор актёров
Анжелику могла бы сыграть Брижитт Бардо, но она отказалась. На роль Анжелики пробовались актрисы Катрин Денёв, Джейн Фонда и другие, но пробы выиграла Марина Влади, однако она отказалась, повторные пробы выиграла Мишель Мерсье. Её гонорар за фильм составил 45 тысяч франков.

### Съёмки
В жизни Мишель Мерсье брюнетка, а для роли была необходима блондинка, поэтому она красила волосы.
Съёмки картины проходили на студии «Чинечитта» в Риме, а также в замках и поместьях Франции: замок Танле (департамент Йонна, Бургундия) — декор замка графа Жоффрея де Пейрака; замок Marigny-le-Cahouët (Кот-д’Ор) — замок барона Сансе де Монтелу; замок Esclimont (château d’Esclimont) (Ивелин) — замок маркиза де Плесси-Белльера; аббатство де Фонтене (Кот-д’Ор, Мармань), — монастырь в Пуату; Версаль.
- замок Танле[фр.]
- замок Esclimont
- Аббатство де Фонтене

### Музыка
Музыку к фильму написал композитор Мишель Мань. Пик его карьеры пришелся на 1960-70-е годы. Самые знаменитые его работы в кинематографе — музыка к пенталогии «Анжелика» и трилогии «Фантомас». Музыка из фильма Бернара Бордери в 2007 году была также использована в чешском мюзикле по мотивам книги «Анжелика» (режиссёр — Йозеф Беднарик).
Позже, французская певица Фрида Боккара записала песню «Au Matin De Mon Premier Amour» — на одну из музыкальных тем фильма. Песня вошла в её альбомы: «Frida Boccara» (LP Canada, 1972) и (посмертный) «Un jour on vit» (1999).

### Премии
В 1966 году картина стала лауреатом немецкой премии «Золотой экран» (англ. Golden Screen).

## Релиз

### Премьеры
- — Премьера фильма во Франции состоялась 8 декабря 1964 года в кабаре «Мулен Руж». Знаменитая Коко Шанель, приглашённая на показ, аплодировала стоя.
- — В ФРГ премьера состоялась 18 декабря 1964 года.
- — В Италии премьера состоялась 28 декабря 1964 года.
- — В Финляндии премьера состоялась 19 февраля 1965 года.
- — В Дании премьера состоялась 17 марта 1965 года.
- — В Турции премьера состоялась в апреле 1965 года.
- — В США премьера состоялась осенью 1965 года.
- — В Португалии премьера состоялась 25 марта 1966 года.
- — В Великобритании премьера состоялась в 1967 году.
- — В СССР фильм демонстрировался с 1969 года[2] (причём после третьей части «Анжелика и король», которая вышла годом ранее[3]).

### Выход на видео в России
Фильм неоднократно издавался в России на VHS и DVD в период с 2000 по 2006 годы — выпуском картины занимались такие студии, как «Светла», «RUSCICO», «ОРТ- Видео», «Лизард», «Vlad LISHBERGOV» и «Мастер Тэйп». Несмотря на существование классического дубляжа советских времён, большинство изданий содержало синхронный закадровый перевод картины.

## Оценки
Владимир Дмитриев («Советский экран» № 9, май 1987 года): «„Анжелика“ не историческая лента. Она исторический лубок, использующий декорации и костюмы XVII века не для восстановления бытовой правды прошлого или глубинного объяснения причин столкновения противоборствующих сил, а для создания большого спектакля, живущего по законам разноцветного зрелища. В фундаменте фильма, как, кстати, и романа, лежат не фолианты учёных, а сборники анекдотов и забавных рассказов, раскрашенные картинки, страстные мизансцены театральных мелодрам».
По словам Анн Голон: «Декор и актриса — это всего лишь красивая картинка, но духа „Анжелики“ в этих фильмах не было. Потому что создатели фильма не хотели, чтобы актёры со мной разговаривали. Меня даже не допускали на съёмочную площадку. Режиссёр меня не слушал и говорил, что если я хочу, чтобы фильм был снят по всем книгам, то я должна следовать его указаниям. Словом, в результате картину сделали не по полному собранию, а лишь по нескольким частям».